# Vrhovci (Črnomelj, Slovenija)
Vrhovci je naselje u slovenskoj Općini Črnomelju. Vrhovci se nalazi u pokrajini Dolenjskoj i statističkoj regiji Jugoistočnoj Sloveniji. 

## Stanovništvo
Prema popisu stanovništva iz 2002. godine naselje je imalo 59 stanovnika.